# Eclipse (álbum de Yngwie Malmsteen)
Eclipse es el quinto álbum de estudio del guitarrista sueco Yngwie J. Malmsteen y el primero en no ser acreditado a la banda Yngwie J. Malmsteen's Rising Force, lanzado en 1990 por el sello Polydor. El álbum alcanzó el puesto No. 112 en la lista Billboard 200 y permaneció allí por seis semanas, además de alcanzar el No. 50 en otros países. El álbum marca la evolución de Malmsteen como pionero del metal neoclásico, género que lo ha caracterizado desde los 80. Yngwie Malmsteen fue uno de los principales creadores y protagonistas del género.

## Lista de canciones
Toda la música compuesta por Yngwie J. Malmsteen. 
| N.º | Título                            | Letras                           | Duración |  |
| 1.  | «Making Love»                     | Yngwie J. Malmsteen, Göran Edman | 4:56     |  |
| 2.  | «Bedroom Eyes»                    | Malmsteen, Edman                 | 4:02     |  |
| 3.  | «Save Our Love»                   | Malmsteen                        | 5:24     |  |
| 4.  | «Motherless Child»                | Malmsteen                        | 4:13     |  |
| 5.  | «Devil in Disguise»               | Malmsteen, Erica Norberg         | 6:11     |  |
| 6.  | «Judas»                           | Malmsteen, Edman                 | 4:25     |  |
| 7.  | «What Do You Want»                | Malmsteen                        | 3:49     |  |
| 8.  | «Demon Driver»                    | Malmsteen, Norberg               | 3:25     |  |
| 9.  | «Faultline»                       | Malmsteen, Edman                 | 5:08     |  |
| 10. | «See You in Hell (Don't Be Late)» | Malmsteen                        | 3:39     |  |
| 11. | «Eclipse»                         | (instrumental)                   | 3:46     |  |

## Personal
- Yngwie Malmsteen – guitarra
- Göran Edman – voz
- Mats Olausson – teclados
- Michael Von Knorring – batería
- Svante Henryson – bajo